# 이서고등학교
이서고등학교(伊西高等學校)는 대한민국 경상북도 청도군 이서면 서원리에 있는 사립 고등학교이다.

## 학교 연혁
- 1966년 1월 17일 : 이서학원 박재만 이사장 취임
- 1966년 1월 17일 : 이서고등학교 설립인가
- 1971년 2월 1일 : 제1대 박철현 교장 취임
- 1980년 11월 11일 : 재성학원 손윤식 이사장 취임
- 1993년 8월 24일 : 고등학교 21학급 증설 인가
- 1996년 3월 2일 : 전진관 준공(체육관 450평, 독서실 500석)
- 2001년 1월 22일 : 경도학원 서무현 이사장 취임
- 2010년 12월 17일 : 학교법인 서린학원 김종일 이사장 취임
- 2011년 9월 1일 : 학교법인 무일학원 초대 재단 이사장 우학 스님 취임
- 2023년 1월 4일 : 제55회 졸업식(127명) 계(12,394명)
- 2023년 9월 1일 : 제14대 김태득 교장 취임

## 참고 자료
- 이서고등학교 - 한국교육학술정보원 학교알리미